# Horní Kalná
Horní Kalná es una localidad ubicada en el distrito de Trutnov, en la región de Hradec Králové, República Checa. Tiene una población estimada, a principios del año 2021, de 373 habitantes.
Está ubicada al noroeste de la región, cerca de la fuente del río Elba, en la zona de las montañas de los Gigantes (Sudetes occidentales) y de la frontera con Polonia y la región de Liberec.